# Claire Curzan
Claire Curzan (Raleigh, 30 de junho de 2004) é uma nadadora estadunidense, medalhista olímpica.

## Carreira

### 2021
Formada pela Universidade Stanford, Curzan conquistou a prata nos Jogos Olímpicos de Verão de 2020 em Tóquio na prova de revezamento 4×100 m medley feminino, ao lado de Regan Smith, Lydia Jacoby, Torri Huske, Abbey Weitzeil, Rhyan White, Lilly King e Erika Brown, com a marca de 3:51.73.
Em 16 de dezembro, contribuiu para sua equipe ganhasse o ouro nos 4×100 m livre do Campeonato Mundial em Piscina Curta em Abu Dhabi. No dia seguinte, participou da final dos 4×50 m medley no mesmo evento, na qual ajudou seu time a ficar em segundo lugar. Em 18 de dezembro, foi vice-campeã dos 4×50 m medley misto. Um dia depois, alcançou a terceira colocação na decisão dos 50 m borboleta em Abu Dhabi e estabeleceu os recordes tanto das Américas quanto o mundial júnior na categoria. Em 21 de dezembro, conquistou mais duas medalhas no mesmo evento, sendo uma de ouro nos 4x50 m livre e uma de bronze nos 100 m borboleta além de baixar sua marca mundial júnior nessa última prova.

### 2022
Em 18 de junho, esteve na equipe que terminou na terceira posição na final dos 4×100 m livre do Mundial de Esportes Aquáticos em Budapeste. Dois dias depois, também ficou em terceiro lugar nos 100 m costas no mesmo evento. Em 21 de junho, ajudou seu time a obter o título dos 4×100 m medley misto. Três dias depois, ganhou outro bronze nos 4×100 m livre misto. Ainda em Budapeste, conquistou o ouro nos 4×100 m medley.
Em 13 de dezembro, contribuiu para sua equipe obtivesse a prata nos 4x100 m livre no Mundial em Piscina Curta em Melbourne, estabelecendo o novo recorde das Américas na categoria. No dia seguinte, dividiu a terceira colocação com a canadense Ingrid Wilm na decisão dos 100 m costas no mesmo evento. Em 15 de dezembro, esteve na final dos 4x50 m livre, ajudando seu time a ser campeão e quebrar as marcas do campeonato e das Américas da prova. Um dia depois, ficou na segunda posição nos 50 m costas. Ainda em Melbourne, ganhou a prata nos 200 m costas e o ouro nos 4x100 medley, auxiliando sua equipe a bater o novo recorde mundial desse revezamento.

### 2024
Em 12 de fevereiro, foi vice-campeã dos 100 m borboleta no Mundial de Esportes Aquáticos em Doha. No dia seguinte, obteve o título dos 100 m costas no mesmo evento. Em 14 de fevereiro, participou da decisão dos 4x100 m medley misto, na qual seu time alcançou o primeiro lugar. Um dia depois, venceu a final dos 50 m costas. Em 17 de fevereiro, conquistou o ouro nos 200 m costas e o bronze nos 4x100 m livre misto do Mundial.